# Хокейні ігри LG 2010
Хокейні ігри LG 2010 — міжнародний хокейний турнір у Швеції в рамках Єврохокейтуру, проходив 29 квітня — 2 травня 2010 року у Стокгольмі. Матч Фінляндія — Росія відбувся у Гельсінкі.

## Результати та таблиця
| 1. | Фінляндія | ***       | 4:1      | 5:4 бул.* | 2:3      | 3 | 1 | 1 | 0 | 1 | 11:8  | 5 |
| 2. | Чехія     | 1:4       | ***      | 4:2       | 2:1 бул. | 3 | 1 | 1 | 0 | 1 | 7:7   | 5 |
| 3. | Росія     | 4:5 бул.* | 2:4      | ***       | 4:2      | 3 | 1 | 0 | 1 | 1 | 10:11 | 4 |
| 4. | Швеція    | 3:2       | 1:2 бул. | 2:4       | ***      | 3 | 1 | 0 | 1 | 1 | 6:8   | 4 |

М — підсумкове місце, І — матчі, В — перемоги, ВО — перемога по булітах або у овертаймі, ПО — поразка по булітах або у овертаймі, П — поразки, Ш — закинуті та пропущені шайби, О — очки

## Найкращі бомбардири
| Гравець           | Матчі | Голи | Паси | Очки |
| ----------------- | ----- | ---- | ---- | ---- |
| Юхаматті Аалтонен | 3     | 3    | 2    | 5    |
| Петрі Контіола    | 3     | 1    | 3    | 4    |
| Сергій Федоров    | 3     | 1    | 3    | 4    |
| Максим Сушинський | 3     | 2    | 1    | 3    |
| Ніклас Перссон    | 3     | 1    | 2    | 3    |
| Йорі Лехтеря      | 3     | 0    | 3    | 3    |

## Найкращі гравці турніру
| Воротар  | Ондржей Павелець  |
| Захисник | Євген Рясенський  |
| Нападник | Юхаматті Аалтонен |

## Команда усіх зірок
| Воротар  | Ондржей Павелець  |
| Захисник | Євген Рясенський  |
| Захисник | Петтері Нуммелін  |
| Нападник | Петрі Контіола    |
| Нападник | Сергій Федоров    |
| Нападник | Юхаматті Аалтонен |